# Одинокий, Юрий Дмитриевич
Юрий Дмитриевич Одинокий (укр. Юрій Дмитрович Одинокий; род. 18 декабря 1975) — украинский театральный режиссёр, актёр, Народный артист Украины (2017).

## Биография
В 1993 году поступил в Киевский театральный институт им. Карпенко-Карого (мастерская Ирины Молостовой), через год ушёл в армию. Восстановился в институт на актёрский курс Григория Кононенко, а после перевода, окончил институт в 2001 году в мастерской Эдуарда Митницкого.
В качестве режиссёра ставил в Киевском академическом театре драмы и комедии на левом берегу Днепра, откуда ушёл из-за конфликта с художественным руководителем.
Работал в составе экспертной группы театральной премии «Киевская пектораль».
С 2006 года — режиссёр Национального академического драматического театра им. Ивана Франко.
Семейное положение - женат, жена Дарья . Окончила Киевский национальный университет театра, кино и телевидения имени И. К. Карпенко-Карого ( продюсер сценического искусства ). Занимается  подбором музыкального оформления к спектаклям .

## Режиссёрские работы в театре

### Киевский академический театр драмы и комедии на левом берегу Днепра
1. 1991 — «Пленный тобой» по А. Амальрику
2. 1996 — «Комедия о прелести греха» по пьесе «Мандрагора» Н. Макиавелли
3. 1997 — «Мелкий бес» Ф. Сологуба
4. 1998 — «Венецианский мавр (Отелло)» У. Шекспира
5. 2001 — «Зрители на спектакль не допускаются» М. Фрейна
6. 2002 — «Женитьба» Н. Гоголя

### Национальный академический драматический театр им. Ивана Франко
1. 2004 — «Братья Карамазовы» Ф. Достоевского
2. 2007 — «Женитьба Фигаро» П. Бомарше
3. 2009 — «Скандальное происшествие с мистером Кэттлом и миссис Мун» Дж. Пристли
4. 2011 — «Гимн демократической молодёжи» С. Жадана
5. 2013 — «Дамы и гусары» А. Фредро
6. 2016 — «Три товарища» Э. Ремарка[4][5]
7. 2018 — «Идиот» Ф. Достоевского
8. 2020 — «Сирано де Бержерак» Э.Ростана
9. 2021 -"Радован III" Душана Ковачевича

### Другие театры
1. 1992 — моноспектакль «Человеческий голос» Ж. Кокто (Одесский академический русский драматический театр)
2. 1993 — «Гарольд и Мод» К. Гигинса (Киевский академический театр юного зрителя на Липках)
3. 1994 — «Влюблённая бабочка» В. Дяченко (Национальный академический театр русской драмы имени Леси Украинки)
4. 1995 — «Лето и дым» Т. Уильямса (Театр на Подоле)
5. 2003 — «Ревизор» Н. Гоголя (Одесский академический украинский музыкально-драматический театр им. В. Василько)
6. 2005 — «Ladies’ night» Е. МакКартена, С. Синклера, Ж. Коллара (Антрепризный спектакль в Киевском театре оперетты)[6]
7. 2005 — «Пять рассказов Пелевина» В. Пелевина (Новый драматический театр на Печерске)
8. 2006 — «РеVIзоP. Мистическая комедия» Н. Гоголя (Харьковский государственный академический украинский драматический театр имени Т. Шевченко)
9. 2007 — «Empty Trash» (Сжигаем мусор) Т. Иващенко (Киевский академический Молодой театр)

## Фильмография

### Актёрские работы
1. 1993 — Ночь вопросов — эпизод
2. 1995 — Атентат. Осеннее убийство в Мюнхене
3. 1997 — Святое семейство
4. 2004 — Я тебя люблю (сериал) — Геннадий
5. 2010—2013 — Ефросинья (сериал) — Крюк
6. 2011 — Картина мелом (Фильм 1. «Убийство на окружной») — Черкизов, майор УБОП, «оборотень»
7. 2011 — Танец нашей любви — Вячеслав
8. 2012 — Брат за брата 2 — Коротков, подрывник
9. 2013 — Зелёная кофта[7]
10. 2014 — Свет и тень маяка — Сапог

### Режиссёрские работы
1. 1998 — Жертва (художественно-документальный фильм)[8]

## Награды и признание
- 1996 — Лауреат премии «Киевская пектораль» в категориях «Лучший спектакль драматического театра» и «Лучшая режиссёрская работа» (спектакль «Комедия о прелести греха»).
- 1997 — Лауреат премии «Киевская пектораль» в категориях «Лучший спектакль драматического театра» и «Лучшая режиссёрская работа» (спектакль «Мелкий бес»).
- 1999 — Заслуженный артист Украины[9].
- 2001
  - Лауреат премии «Киевская пектораль» в категории «Лучший спектакль драматического театра» (спектакль «Зрители на спектакль не допускаются»).
  - Номинант премии «Киевская пектораль» в категории «Лучшая режиссёрская работа» (спектакль «Зрители на спектакль не допускаются»).
- 2002 — Лауреат премии «Киевская пектораль» в категориях «Лучший спектакль драматического театра» и «Лучшая режиссёрская работа» (спектакль «Женитьба»).
- 2004 — Лауреат премии «Киевская пектораль» в категориях «Лучший спектакль драматического театра» и «Лучшая режиссёрская работа» (спектакль «Братья Карамазовы»).
- 2017 — Народный артист Украины[10].

## Факты
- Юрий Одинокий считает себя последователем Эймунтаса Някрошюса[2]
- Спектакль «Влюблённая бабочка», поставленный в театре им. Леси Украинки, был номинирован на премию «Киевская пектораль». Однако перед просмотром комиссией художественный руководитель театра Михаил Резникович его снимает и не разрешает показать даже на малой сцене для конкурса[2]
- Совместно с Олегом Меньшиковым начинал работу над «Игроками» Гоголя. Одинокий был приглашён режиссёром к продюсеру Меньшикову, затем Меньшиков захотел сыграть Утешительного… Совместного проекта не получилось[2]
- Во времена ажиотажа вокруг «Комедия о прелести греха» Одинокий выбирал в толпе желающих попасть на спектакль, самую влюблённую, по его мнению, пару, и дарил им билеты[11]
- Был участником Оранжевой революции в Киеве — стоял на охране палаточного городка. Позже, на премьере «Братьев Карамазовых», вышел на поклон в оранжевом свитере[2]
- Уходу Одинокого из Театра драмы и комедии на левом берегу Днепра актёр театра им. Ивана Франко Алексей Паламаренко посвятил эпиграмму:

Коли фортуна так грайливо
Взяла тебе до наших лав
То похиливсь театр Лівий
А берег ще лівішим став

- Спектакль «Братья Карамазовы» победил в 8 номинациях из 14 возможных в театральной премии «Киевская пектораль» 2004 года[1]
- Эдуард Митницкий о шквале наград Юрия Одинокого:

…и Одинокий не пропадёт, он уже набрался ремесла. Хотя эта неосмотрительность, нарозумный поток «Пекторалей»… Зачем?! Но прошло время, и, мне кажется, сам Одинокий стал понимать, что это сыграло «антипедагогическую» роль в его жизни. Настоящая слава приходит сложным путём, не сразу. Это как копание колодца: пока докопаешь до водички в восьмом слое земли… А мгновенная слава — такая же быстрая, как волна: накотила – и так само уходит. Я уже молчу о пекторальных вкусах…— Эдуард Митницкий в интервью изданию «Просценіум», 2004
- Разрешение на театральную постановку своих рассказов лично режиссёру дал Виктор Пелевин, написав расписку с припиской «Одинокому разрешить». Так в Новом театре на Печерске появился спектакль «Пять рассказов Пелевина»[2][12]
- Спектакль «Скандальное происшествие с мистером Кэттлом и миссис Мун» театральный критик Олег Вергелис выделил как яркий пример театрального провала театрального сезона[14]